# Been Waiting
Been Waiting er debut studiealbum af den australske musiker Jessica Mauboy, udgivet den 22. november 2008. Mens Mauboy stadig var medlem af pigegruppen Young Divas, begyndte hun at arbejde på, hvad der blev til Been Waiting. Hun skrev flere af albummets sange og arbejdede med forfattere og producenter, blandt andre Israel Cruz, Cutfather, Audius Mtawarira, Michael "Fingaz" Mugisha, Kwame Holland, Jonas Jeberg, og Adam Reily.
Albummet indeholder mid-tempo R&B ballader og popsange. Efter sin udgivelse fik albummet en positiv modtagelse fra kritikerne, hvor én nævnte at det "lyder som en international R&B ugivelse", og en anden sagde, at det var "en imponerende debut." Albummet nåede en plads, som nummer 11 på ARIA Albums Chart og tilbragte et år på ARIAs top halvtreds. Det blev certificeret med dobbelt platin af Australian Recording Industry Association (ARIA) for at sælge 140.000 eksemplarer.
Albummet producerede fem hitsingler, herunder den ledende single, "Running Back" featuring den amerikanske rapper Flo Rida og "Burn". Den ledende single toppede som nummer tre på ARIA Singles Chart og blev certificeret dobbelt platin, mens den anden blev Mauboys første nummer et hit. Titelnummeret blev udgivet som den tredje single, som senere blev certificeret med guld, sammen med den fjerde single "Because", og den femte "Up/Down". Mauboy fik syv nomineringer ved ARIA Music Awards i 2009 herunder 'Best Pop Release' og 'Highest Selling Album'. Albummet blev forfremmet med livekoncerter på tværs af Australien og modtog yderligere reklame da Mauboy støttede Beyoncé på den australske del af hendes I Am... World Tour.

## Baggrund
I september 2007 blev det meddelt, at Mauboy havde tilsluttet sig pigegruppen Young Divas, erstatte en af gruppens oprindelige medlemmer, Ricki-Lee Coulter. En solokarriere lå stadig meget i kortene for Mauboy, men hendes management så Young Divas, som en perfekt indlæringskurve om alle, der var positiv og negativ i musikindustrien. Som opfølgning på succesen af deres single "Turn Me Loose", begyndte Mauboy at arbejde på hendes debutsoloalbum. Hun begyndte at skrive sange med Adam Reily, Israel Cruz , Brooke McClymont og Audius Mtawarira samt sange fra internationale forlag. Efter sin afgang fra Young Divas i august 2008 blev det så annonceret i medierne den 17. september 2008, at Mauboy vil udgive hendes debutsolosingle "Running Back" i oktober 2008.

## Frigivelse og reklame
En prøve af Been Waiting blev udgivet på YouTube den 6. november 2008. Albummet blev derefter udgivet gennem Sony Music Australia den 22. november 2008. Dens digital udgivelse omfattede en bonustrack med titlen, "Chinese Whispers". Been Waiting blev udgivet i Japan den 22. april 2009, og omfattede fire bonusnumre, hvoraf to var remixes af "Burn" og "Running Back" samt en ny sang med titlen "Breathe", og iTunes bonustrack, "Chinese Whispers".  Mauboy genudgivet albummet som en dobbelt-disc deluxe edition den 21. august 2009. 
Til støtte for albummet, blev Mauboy medvært på The Music Jungle den 18. oktober 2008. Hun optrådte med "Running Back" på Australian Idol den 13. oktober 2008, og "Burn" den 23. november 2008. Hun havde derefter optrædener i New South Wales og Adelaide i december 2008. Mauboy også optrådte med "Running Back" og "Burn" i Sydney ved et nytårsaftensarrangement den 31. december 2008.  Hun optrådte med flere af albummets sange ved en Kia Soul Live At The Chapel begivenhed afholdt i Paddington Uniting Church i Sydney den 9. juli 2009.Albummet modtaget yderligere mere reklame, da Mauboy blev en opvarmning til Beyoncé på den australske del af hendes I Am... World Tour i september 2009.

## Singler
"Running Back" med Flo Rida blev udgivet som albummets første single den 11. oktober 2008. Efter sin udgivelse, fik sangen en positiv modtagelse fra kritikerne. Den nåede nummer tre på ARIA Singles Chart og blev certificeret med dobbelt platin. Sangen modtog to nomineringer ved ARIA Music Awards i 2009, hvor den vinder prisen for "mest sælgende Single". Den vandt også en award for 'Urban Work of the Year' ved Apra Awards i 2009.  "Burn" blev udgivet som den anden single den 17. november 2008. Sangen blev Mauboy første nummer et på ARIA Singles Chart og blev certificeret med platin. Det fik også en nominering som 'mest sælgende single' på ARIA Music Awards i 2009.
Albummets titelnummer blev udgivet som den tredje single i marts 2009. Den toppede som nummer 12 på ARIA Singles Chart og blev certificeret med guld. Sangen har modtaget en nominering som 'Most Played Australian Work' på Apra Awards i 2010. "Because", en popballade, er et break-up sang om en af hendes ex-kærester,, blev udgivet som den fjerde single. Det toppede som nummer ni på ARIA Singles Chart og blev certificeret med guld. "Up/Down" blev udgivet som den femte single den 28. august 2009. Den toppede som nummer 11 og blev certificeret med guld. Albummets sidste single "Let Me Be Me" blev udgivet den 27. november 2009,, og toppede som nummer 26.

## Modtagelse

### Kommercielle resultater
Been Waiting debuterede som nummer 16 på ARIA Album Chart og toppede som nummer 11 i sin niende uge på hitlisten. Den var i alt 59 uger på ARIA top halvtreds, heriblandt ni uger i top tyve. Albummet blev certificeret med dobbelt platin af Australian Recording Industry Association (ARIA) for at sælge 140.000 eksemplarer.

### Kritisk respons
Been Waiting modtog positive anmeldelser fra kritikerne. Mawunyo Gbogbo fra GrooveOn beskrev de fleste af albummets sange som "selvransagelse monologer af kærlighed, som er gået galt" og sagde "Jessica Mauboy giver kærestesorger en sød melodi". Jarrad Bevan fra The Mercury sagde at albummet "lyder som en international R&B udgivelse" og at "hendes potentiale til at indtage udlandet er indlysende". Davey Boy fra Sputnikmusic tildelte albummet tre ud af fem stjerner og sagde det var en "imponerende debut, der tyder på, at der faktisk kunne være kvalitetsmusik i fremtiden, da hun modnes". Nick Bond for MTV Australia sagde "hele albummet klæber meget nøje til Timbalands blueprint af skittering beats og luftige synths". Marcie fra Planet Urban sagde at "Been Waiting er det første rigtige bevis for, at pigen ikke kun kan synge, men kan også være i stand til at holde sin egen stil, især efter hendes forgæves blink-og-du-missede-det tørn med Young Divas."
Albummet fortjent Mauboy adskillige priser og nomineringer. Den modtog syv nomineringer på 2009 ARIA Music Awards , herunder 'Best Pop Release', 'Breakthrough Artist Album' and 'Highest Selling Album'. Been Waiting vandt, som ventet, prisen for 'Album of the Year' ved både Deadly Awards og NT Indigenous Music Awards i 2009.

## Trackliste
| #   | Titel                                 | Sangskriver(e)                                                         | Producer(e)        | Længde |
| --- | ------------------------------------- | ---------------------------------------------------------------------- | ------------------ | ------ |
| 1.  | "Running Back" (featuring Flo Rida)   | Jessica Mauboy • Audius Mtawarira • Sean Ray Mullins                   | Audius             | 03:46  |
| 2.  | "Been Waiting"                        | Mauboy • Israel Cruz • Craig Hardy                                     | Israel             | 3:48   |
| 3.  | "Burn"                                | Taj Jackson • Jonas Jeberg • Mich Hansen                               | Jeberg • Cutfather | 2:54   |
| 4.  | "Used2B"                              | Adam Reily • Hardy                                                     | Reily              | 3:45   |
| 5.  | "Empty"                               | Mauboy • Reily                                                         | Reily              | 4:19   |
| 6.  | "Because"                             | Mauboy • Dion Howell • Michael "Fingaz" Mugisha                        | Fingaz             | 4:18   |
| 7.  | "To the Floor"                        | Mauboy • Mtawarira • Mullins                                           | Audius             | 3:49   |
| 8.  | "Time After Time" (Cyndi Lauper sang) | Cyndi Lauper • Rob Hyman                                               | Audius             | 4:21   |
| 9.  | "Back2U"                              | Mauboy • Reily • Brooke McClymont                                      | Reily              | 3:48   |
| 10. | "Up/Down"                             | Kwamé Holland • Frankie Storm                                          | Kwamé              | 3:26   |
| 11. | "Let Me Be Me"                        | Steve Robson • Karen Poole • Jade Ewen • Azi Jegbefume • Narran McLean | Fingaz             | 3:49   |

| 12. | "Chinese Whispers" | Mauboy • Anthony Egizii • David Musumeci | Egizii • Musumeci | 3:28 |

| 12. | "Breathe"                                                  | Mauboy • Mugisha • Howell                | 3:47 |
| 13. | "Chinese Whispers"                                         | Mauboy • Anthony Egizii • David Musumeci | 3:28 |
| 14. | "Running Back (Remix) (featuring Flo Rida og Israel Cruz)" | Mauboy • Mtawarira • Mullins             | 4:47 |
| 15. | "Burn (Nufirm Remix)"                                      | Hansen • Jackson • Jeberg                | 4:40 |

### Deluxe visionen
| #   | Titel                                  | Sangskriver(e)                      | Producer(e)        | Længde |
| --- | -------------------------------------- | ----------------------------------- | ------------------ | ------ |
| 12. | "Breathe"                              | Mauboy • Mugisha • Howell           | Fingaz             | 3:47   |
| 13. | "Been Waiting" (Champion Lovers Remix) | Mauboy • Cruz • Hardy               | Israel             | 6:29   |
| 14. | "Do It Again""                         | Mauboy • Mtawarira • Leon Seenandan | Audius • Seenandan | 4:10   |
| 15. | "Chinese Whispers"                     | Mauboy • Egizii • Musumeci          | Egizii • Musumeci  | 3:27   |
| 16. | "That Girl"                            | Mauboy • Mtawariram • Seenandan     | Audius • Seenandan | 4:08   |
| 17. | "Runnin'"                              | Mauboy • Egizii • Musumeci          | Egizii • Musumeci  | 3:38   |
| 18. | "Burn" (Jason Nevins Remix)            | Jackson • Jeberg • Hansen           | Jeberg • Cutfather | 5:54   |

| 1. | "Running Back" (Featuring Flo Rida – musikvideo)                          |  |
| 2. | "Burn" (Musikvideo)                                                       |  |
| 3. | "Been Waiting" (Musikvideo)                                               |  |
| 4. | "Because" (Musikvideo)                                                    |  |
| 5. | "Burn" (Australian Idol Finaleoptræden 2008)                              |  |
| 6. | "Running Back / Been Waiting Medley" (Vodafone MTV Australia Awards 2009) |  |
| 7. | "Up/Down" (Kia Soul Live at the Chapel)                                   |  |

## Hitlister og certificering

### Ugentlig hitlister
| Hitliste (2008)       | Top position |
| --------------------- | ------------ |
| ARIA Albums Chart     | 11           |
| Japansk Albumhitliste | 138          |

### Certificering
| Land       | Certificering |
| ---------- | ------------- |
| Australien | 2×Platin      |

### Årlige hitlister
| Hitliste (2008)                 | Position |
| ------------------------------- | -------- |
| ARIA Albums Chart               | 96       |
| Australian Artists Albums Chart | 33       |
| Hitliste (2009)                 | Position |
| ARIA Albums Chart               | 20       |
| Australian Artists Albums Chart | 2        |
| Hitliste (2010)                 | Position |
| Australian Artists Albums Chart | 46       |

## Udgivelseshistorie
| Land       | Dato             | Format                   | Pladeselskab         | Katalognummer |
| ---------- | ---------------- | ------------------------ | -------------------- | ------------- |
| Australien | 22 November 2008 | CD, Digital download     | Sony Music Australia | 88697471782   |
| Japan      | 22 April 2009    | CD, Digital download     | Sony Music Japan     | SICP-2204     |
| Australien | 21. august 2009  | CD/DVD, digital download | Sony Music Australia | 88697581232   |